# Hilton of Cadboll Chapel
De Hilton of Cadboll Chapel is een middeleeuwse kapel, gelegen in Hilton of Cadboll, 19 kilometer ten noordoosten van Invergordon, Ross and Cromarty in de Schotse regio Highland. Enkel de fundamenten van de kapel zijn bewaard gebleven. Bij deze kapel werd de negende-eeuwse Hilton of Cadboll Stone gevonden.

## Periode
De Hilton of Cadboll Chapel stamt vermoedelijk uit de middeleeuwen en raakte vermoedelijk in onbruik na de reformatie in de zestiende eeuw.
Bij de kapel werden de resten gevonden van vijf skeletten, die in verschillende oriëntaties lagen met de hoofden wisselend naar het zuidwesten en noorden gericht. De individuen waren niet in steenkisten begraven, wat suggereert dat de graven dateren uit de middeleeuwen of erna.

## Beschrijving
De Hilton of Cadboll Chapel was een kleine, rechthoekige kapel, gewijd aan de Maagd Maria. De oriëntatie van de kapel is oost-west. De kapel is gebouwd uit massieve zandstenen blokken, gebonden met puin en specie van schelpen. De kapel is 12 meter lang en 6,5 meter breed. Het is onbekend waar zich de ingang bevond. De restanten van de kapel zijn anno 2009 grotendeels overdekt met turf.
De kapel wordt omgeven door een lage, eveneens door turf overdekte stapelmuur, die een rechthoek om de kapel vormt. Deze muur is ooit uitgebreid naar het noordoosten en het zuidoosten, vermoedelijk om een begraafplaats bij de kapel te hebben. Er zijn hier echter geen sporen van grafstenen gevonden. Direct aan de westzijde van de kapel bevindt zich een halfronde ommuring uit de negentiende eeuw, die op het terrein is gebouwd dat afgebakend wordt door de oudere stapelmuur.
Ten oosten van de fundamenten van de kapel staat een moderne reconstructie van de Hilton of Cadboll Stone, een negende-eeuwse Pictische steen. Het origineel bevindt zich in het National Museum of Scotland. Tot 1676 stond het origineel bij de kapel, waarna de zijde met het kruis werd afgekapt om de steen te vermaken tot een liggende grafsteen.
In 1997 werd er geofysisch onderzoek verricht. Aan de oostzijde van de kapel ligt vermoedelijk een soortgelijk gebouw parallel aan de kapel. In 1998 werd de halfronde ommuring aan de westzijde archeologisch onderzocht, waarbij men hoopte het voetstuk van de Hilton of Cadboll Stone te vinden. Dit lukte bij een tweede poging waarbij iets verder westelijk werd gezocht. In 2001 werden verdere onderzoekingen gedaan om meer fragmenten van de steen te ontdekken.

## Beheer
De Hilton of Cadboll Chapel wordt beheerd door Historic Environment Scotland.